# Departament d'Educació i Formació Professional de la Generalitat de Catalunya
El Departament d'Educació i Formació Professional de la Generalitat de Catalunya, conegut en legislatures anteriors com a Departament d'Ensenyament, és l'organisme públic de Catalunya encarregat de la política educativa en l'àmbit de l'ensenyament no universitari. Des del 12 d'agost del 2024, l'actual consellera és Esther Niubó Cidoncha. Té la seu a l'Edifici IBM, a la Via Augusta, 202-226 de Barcelona.

## Llista de Consellers
| #                                               | Legislatura                                  | Nom                                          | Nom                                          | Inici mandat                                 | Fi mandat                                    | Partit polític                               | Partit polític                               |
| Conselleria d'Instrucció Pública (1931-1932)    | Conselleria d'Instrucció Pública (1931-1932) | Conselleria d'Instrucció Pública (1931-1932) | Conselleria d'Instrucció Pública (1931-1932) | Conselleria d'Instrucció Pública (1931-1932) | Conselleria d'Instrucció Pública (1931-1932) | Conselleria d'Instrucció Pública (1931-1932) | Conselleria d'Instrucció Pública (1931-1932) |
| ----------------------------------------------- | -------------------------------------------- | -------------------------------------------- | -------------------------------------------- | -------------------------------------------- | -------------------------------------------- | -------------------------------------------- | -------------------------------------------- |
| -                                               | 1931/1932                                    |                                              | Ventura Gassol i Rovira                      | 28 d'abril de 1931                           | 19 de desembre de 1932                       |                                              | Esquerra Republicana de Catalunya            |
| Conselleria d'Ensenyament i Cultura (1977-1980) |                                              |                                              |                                              |                                              |                                              |                                              |                                              |
| 1                                               | provisional                                  |                                              | Pere Pi-Sunyer i Bayo                        | 5 de desembre de 1977                        | 8 de maig de 1980                            |                                              | Convergència Democràtica de Catalunya        |
| Departament d'Ensenyament (1980-2003)           |                                              |                                              |                                              |                                              |                                              |                                              |                                              |
| 2                                               | I                                            |                                              | Joan Guitart i Agell                         | 8 de maig de 1980                            | 4 de juliol de 1988                          |                                              | Convergència Democràtica de Catalunya        |
| 2                                               | II                                           |                                              | Joan Guitart i Agell                         | 8 de maig de 1980                            | 4 de juliol de 1988                          |                                              | Convergència Democràtica de Catalunya        |
| 3                                               | III                                          |                                              | Josep Laporte i Salas                        | 4 de juliol de 1988                          | 22 de desembre de 1992                       |                                              | Convergència Democràtica de Catalunya        |
| 3                                               | IV                                           |                                              | Josep Laporte i Salas                        | 4 de juliol de 1988                          | 22 de desembre de 1992                       |                                              | Convergència Democràtica de Catalunya        |
| 4                                               |                                              | Joan Maria Pujals i Vallvé                   | 22 de desembre de 1992                       | 7 de juny de 1996                            |                                              |                                              | Convergència Democràtica de Catalunya        |
| 4                                               | V                                            | Joan Maria Pujals i Vallvé                   | 22 de desembre de 1992                       | 7 de juny de 1996                            |                                              |                                              | Convergència Democràtica de Catalunya        |
| 5                                               |                                              | Xavier Hernández i Moreno                    | 7 de juny de 1996                            | 29 de novembre de 1999                       | Unió Democràtica de Catalunya                |                                              |                                              |
| 6                                               | VI                                           |                                              | Carme Laura Gil i Miró                       | 29 de novembre de 1999                       | 20 de desembre de 2003                       | Convergència Democràtica de Catalunya        |                                              |
| Departament d'Educació (2003-2006)              |                                              |                                              |                                              |                                              |                                              |                                              |                                              |
| 7                                               | VII                                          |                                              | Josep Bargalló i Valls                       | 20 de desembre de 2003                       | 27 de gener de 2004                          |                                              | Esquerra Republicana de Catalunya            |
| 8                                               | VII                                          |                                              | Marta Cid i Pañella                          | 27 de gener de 2004                          | 11 de maig de 2006                           |                                              | Esquerra Republicana de Catalunya            |
| Departament d'Educació i Universitats (2006)    |                                              |                                              |                                              |                                              |                                              |                                              |                                              |
| 9                                               | VII                                          |                                              | Joan Manuel del Pozo i Álvarez               | 11 de maig de 2006                           | 29 de novembre de 2006                       |                                              | Partit dels Socialistes de Catalunya         |
| Departament d'Educació (2006-2010)              |                                              |                                              |                                              |                                              |                                              |                                              |                                              |
| 10                                              | VIII                                         |                                              | Ernest Maragall i Mira                       | 29 de novembre 2006                          | 29 de desembre de 2010                       |                                              | Partit dels Socialistes de Catalunya         |
| Departament d'Ensenyament (2010-2018)           |                                              |                                              |                                              |                                              |                                              |                                              |                                              |
| 11                                              | IX                                           |                                              | Irene Rigau i Oliver                         | 29 de desembre de 2010                       | 14 de gener de 2016                          |                                              | Convergència Democràtica de Catalunya        |
| 11                                              | X                                            |                                              | Irene Rigau i Oliver                         | 29 de desembre de 2010                       | 14 de gener de 2016                          |                                              | Convergència Democràtica de Catalunya        |
| 12                                              | XI                                           |                                              | Meritxell Ruiz i Isern                       | 14 de gener de 2016                          | 14 de juliol de 2017                         |                                              | Convergència Democràtica de Catalunya        |
| 12                                              | XI                                           | Partit Demòcrata Europeu Català              | Meritxell Ruiz i Isern                       | 14 de gener de 2016                          | 14 de juliol de 2017                         |                                              |                                              |
| 13                                              | XI                                           |                                              | Clara Ponsatí i Obiols                       | 14 de juliol de 2017                         | 28 d'octubre de 2017                         | Independent                                  |                                              |
| 14                                              | XII                                          |                                              | Josep Bargalló i Valls                       | 29 de maig de 2018                           | 7 de desembre de 2018                        |                                              | Esquerra Republicana de Catalunya            |
| Departament d'Educació (2018-actualitat)        |                                              |                                              |                                              |                                              |                                              |                                              |                                              |
| -                                               | XII                                          |                                              | Josep Bargalló i Valls                       | 7 de desembre de 2018                        | 26 de maig de 2021                           |                                              | Esquerra Republicana de Catalunya            |
| 15                                              | XIII                                         |                                              | Josep González i Cambray                     | 26 de maig de 2021                           | 12 de juny de 2023                           |                                              | Esquerra Republicana de Catalunya            |
| 16                                              | XIII                                         |                                              | Anna Simó i Castelló                         | 12 de juny de 2023                           | 12 d'agost de 2024                           |                                              | Esquerra Republicana de Catalunya            |
| Departament d'Educació i Formació Professional  |                                              |                                              |                                              |                                              |                                              |                                              |                                              |
| 17                                              | XV                                           |                                              | Esther Niubó i Cidoncha                      | 12 d'agost de 2024                           | En el càrrec                                 |                                              | Partit dels Socialistes de Catalunya         |